# Ferdinand Cohen-Blind

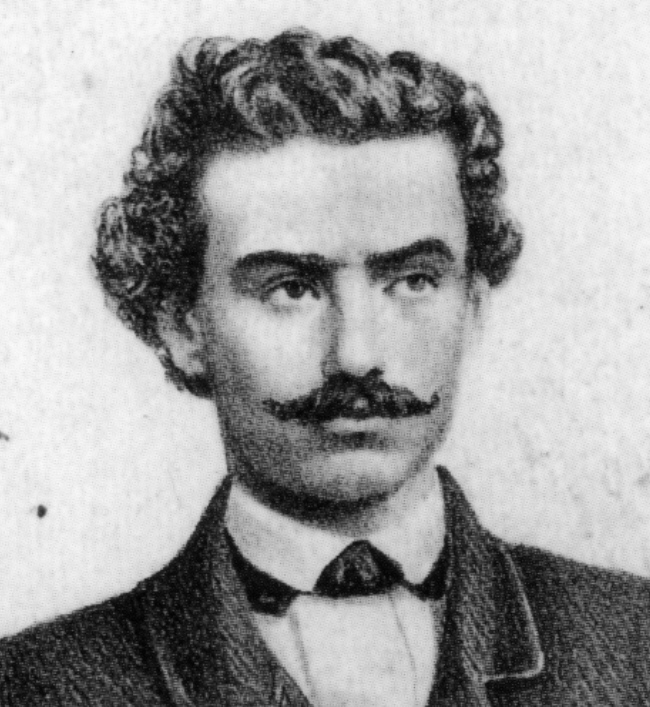
Ferdinand Cohen-Blind

Ferdinand Cohen-Blind (* 25. März 1844 in Mannheim; † 8. Mai 1866 in Berlin) verübte am 7. Mai 1866 ein Attentat auf Otto von Bismarck.

## Kindheit und Jugend
Ferdinand Cohen-Blind wurde in Mannheim als Sohn jüdischer Eltern, Jakob Abraham Cohen und dessen zweiter Frau Friederike, geb. Ettlinger, geboren. Seine Mutter begann kurze Zeit nach der Geburt ihres Sohnes ein Verhältnis mit Karl Blind, einem ehemaligen Studenten, der wegen seiner radikal demokratischen Gesinnung von der Universität Heidelberg verwiesen worden war. Mit dem Geld ihres Mannes unterstützte Friederike Cohen Karl Blinds politische Aktivitäten, wurde mit ihm gemeinsam im Sommer 1847 festgenommen und vorübergehend inhaftiert. Nachdem Jakob Abraham Cohen 1848 gestorben war, heiratete Friederike 1849 Karl Blind, der dadurch zu Ferdinands Stiefvater wurde.
Nach der Niederschlagung der Badischen Revolution, in der Karl Blind auf Seiten der republikanischen Aufständischen gekämpft hatte, musste er mit seiner Frau und ihren Kindern ins Exil gehen, zunächst nach Paris, später nach Brüssel und 1852 nach London. Die Kindheit im Exil prägte Cohen-Blind, der die monarchischen Systeme der deutschen Staaten ablehnte und hoffte, seinem Stiefvater als Verfechter der Demokratie nacheifern zu können.
1862 kehrte Cohen-Blind nach Deutschland zurück und war zunächst Gasthörer an der Universität Tübingen, ab 1864 dann Student an der Landwirtschaftlichen Akademie Hohenheim, wo er sehr gute Leistungen erbrachte.

## Attentat auf Bismarck

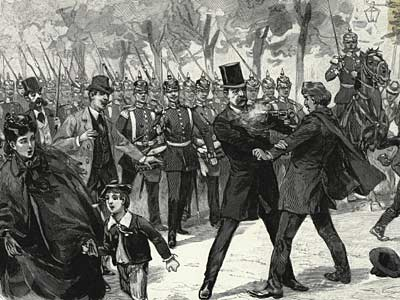
Cohen-Blind verübt das Attentat auf Bismarck (unbekannter Stecher)

Nach Abschluss des Studiums im März 1866 begab er sich auf eine Wanderung durch Bayern und Böhmen. Die zunehmende Wahrscheinlichkeit eines Krieges zwischen Preußen und Österreich (der vom 14. Juni bis zum 23. August 1866 tatsächlich stattfand) brachte ihn zu dem Entschluss, den preußischen Ministerpräsidenten Otto von Bismarck, den er als Urheber des drohenden Bruderkrieges sah, durch ein Attentat zu töten, um so den Krieg noch abzuwenden. Er fuhr von Karlsbad nach Berlin, wo er am 5. Mai eintraf und sich im Hotel Royal an der Straße Unter den Linden einquartierte. 
Cohen-Blind schrieb aus Berlin seinem Stiefvater einen Brief über sein Vorhaben. Dieser Brief wurde von der preußischen Polizei abgefangen und ist verschwunden. Ebenso schrieb er am 7. Mai einen Brief an Mathilde Weber nach Tübingen, in dem er ihr sein Vorhaben erklärte.
Am Nachmittag des 7. Mai passte Cohen-Blind Unter den Linden, nahe der russischen Botschaft, Bismarck ab, der König Wilhelm in seinem Palais Bericht erstattet hatte und nun zu Fuß auf dem Heimweg war. Er feuerte aus einem Revolver von hinten zwei Schüsse auf Bismarck ab. Dieser drehte sich schnell um und packte Cohen-Blind, der trotzdem noch drei weitere Schüsse abgeben konnte. Soldaten des gerade vorbeimarschierenden 1. Bataillons des 2. Garde-Regiments zu Fuß eilten herbei und nahmen Cohen-Blind fest. Bismarck setzte seinen Heimweg fort und wurde später am Abend vom Leibarzt des Königs, Gustav von Lauer, untersucht, der feststellte, dass die ersten drei Kugeln den Körper nur gestreift hatten und die letzten beiden Geschosse von den Rippen abgeprallt waren und keine nennenswerten Verletzungen verursacht hatten.
Cohen-Blind wurde zum Verhör ins Polizeipräsidium gebracht, wo er sich in einem unbeobachteten Moment mit einem Messer die Halsschlagader durchtrennte und kurz nach vier Uhr morgens am 8. Mai starb. Sein Leichnam wurde später ohne Zeremonie und nachts auf dem Nikolaifriedhof begraben.

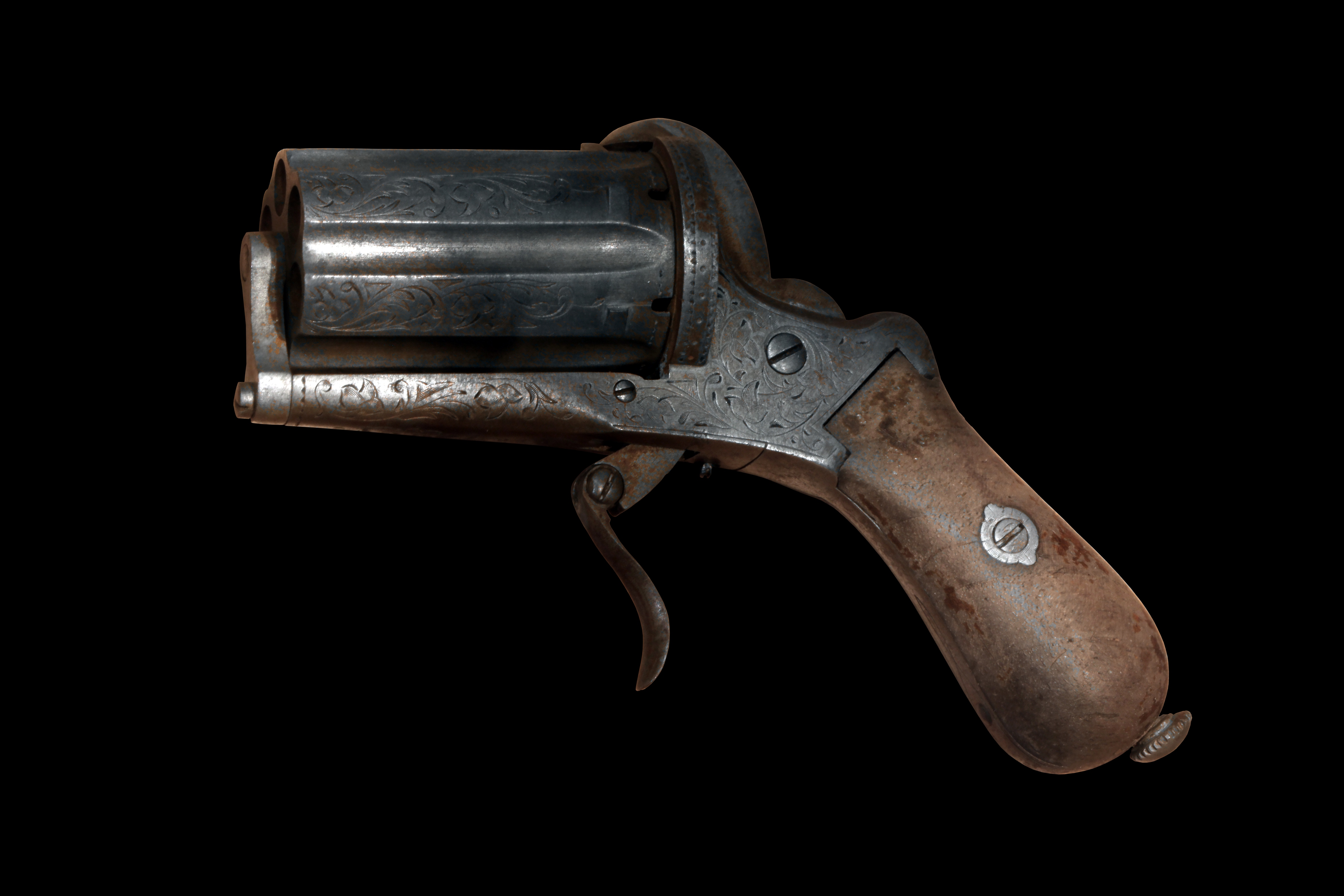
Lefaucheux-Bündelrevolver für Stiftfeuerpatronen

Die Tatwaffe, ein sechsschüssiger Bündelrevolver des Typs Lefaucheux, ist im Bismarck-Museum in Friedrichsruh ausgestellt.